# Ключ 17
| 凵                     | 凵                          | 凵                          |
| ---------------------- | --------------------------- | --------------------------- |
| 16                     | 17                          | 18                          |
| Піньінь:               | qū                          | qū                          |
| Чжуїнь:                | ㄑㄩ                        | ㄑㄩ                        |
| Вейд-Джайлз:           | ch'ü1                       | ch'ü1                       |
| Ютпхін:                | ham3                        | ham3                        |
| Он:                    |                             |                             |
| Кун:                   |                             |                             |
| Кандзі:                | 凵繞 kannyou 受け箱 ukebako | 凵繞 kannyou 受け箱 ukebako |
| Хун:                   | 입벌릴 ip beolril           | 입벌릴 ip beolril           |
| Им:                    | 감 gam                      | 감 gam                      |
| Індекс у Вікісловнику: | 凵                          | 凵                          |

Ключ 17 — ієрогліфічний ключ, який є одним із 23 (загалом існує 214) ключів Кансі, що складаються з двох рисок. Не вживається як самостійний ієрогліф. Історично міг набувати таких значень, як відкритий рот, коробка, каркас, діра.
У Словнику Кансі 11 символів із 40 000 використовують цей ключ.

## Символи, що використовують ключ 17

Як писати ієрогліф.

| додаткових рисок | ієрогліфи      |
| ---------------- | -------------- |
| 0 рисок          | 凵             |
| 2 риски          | 凶             |
| 3 риски          | 凷 凸 凹 出 击 |
| 4 риски          | 凼             |
| 6 рисок          | 函             |
| 7 рисок          | 凾             |
| 10 рисок         | 凿             |